# Огняново (Софійська область)
Огня́ново (болг. Огняново) — село в Софійській області Болгарії. Входить до складу общини Єлин Пелин.

## Населення
За даними перепису населення 2011 року у селі проживали 165 осіб, усі — болгари.
Розподіл населення за віком у 2011 році:
Динаміка населення: